# 坂浅東部広域農道
坂浅東部広域農道（さかあさとうぶこういきのうどう）は、滋賀県米原市と長浜市を結ぶ農道である。

## 路線概要
- 起点：滋賀県米原市藤川
- 終点：滋賀県長浜市大路町
- 延長：14,962 m（メートル）[1]
- 工期：1971年（昭和46年） - 1984年（昭和59年）[1]

坂田・浅井地域の農業生産物の流通路と近代的農業を促進するために建設された道路。事業完了後の1985年（昭和60年）4月11日に浅井町（現在の長浜市）相模庭で開通式が行われた。
この農道で最大の橋梁は藤子川橋（全長：162.5 m）であり、2ヶ年の工事で1975年（昭和50年）3月に完成した。

## 接続路線

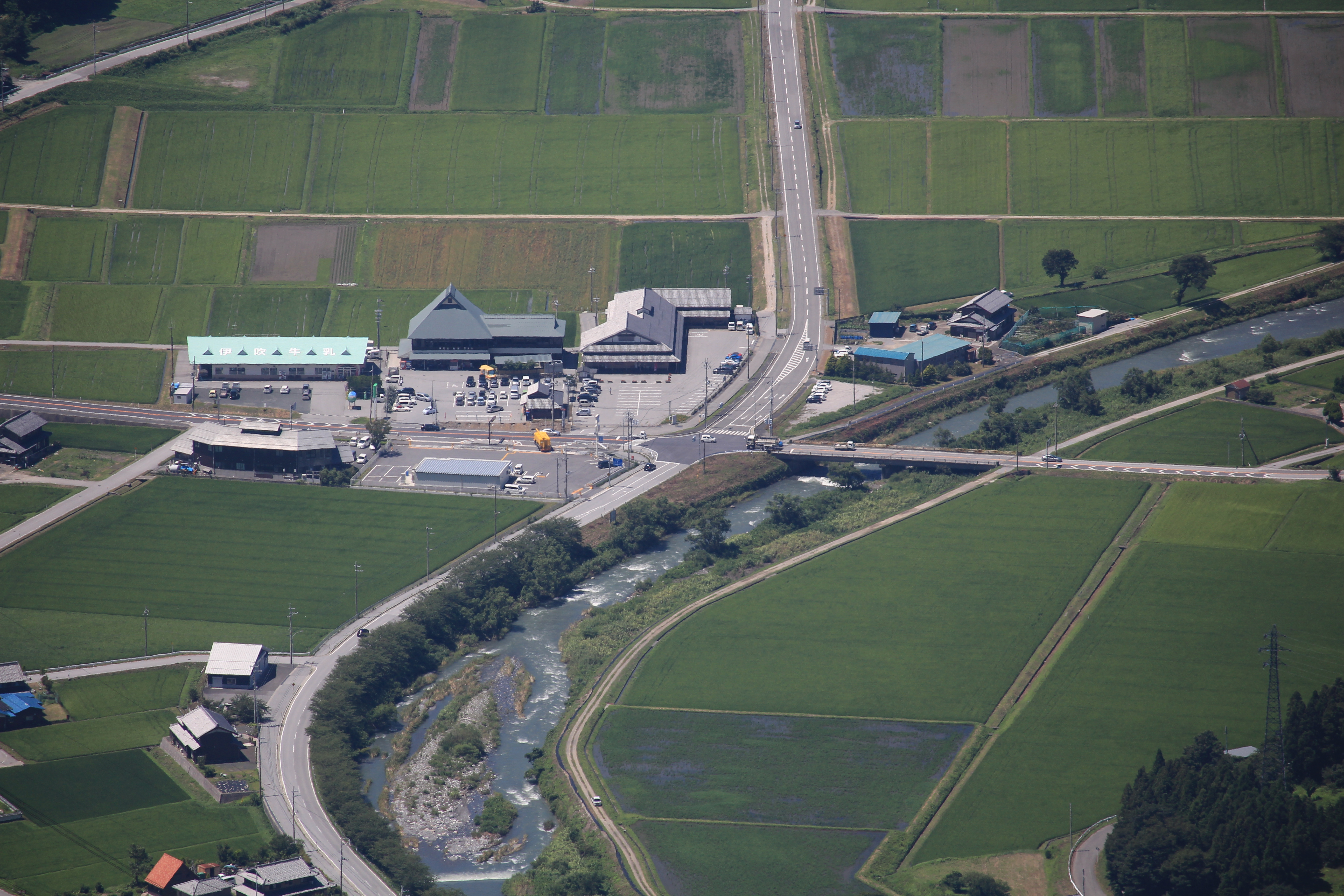
沿線にある道の駅伊吹の里と接続路線の滋賀県道40号山東本巣線

- 国道365号（起点）
- 滋賀県道40号山東本巣線
- 滋賀県道264号高山長浜線
- 滋賀県道276号小室大路線（終点）
- 滋賀県道531号藤川春照線（重複）
- 滋賀県道551号山東伊吹線

## 沿線
- 今荘ぶどう園
- 道の駅伊吹の里